# Jean Bouchard (confesseur)
Pour les articles homonymes, voir Jean Bouchard et Bouchard.
Jehan de Boucard, né au château de La Vaucelle près de Saint-Lô, mort dans ce même lieu, le 28 novembre 1484, est un prélat français qui fut confesseur et aumônier de Louis XI de France.

## Biographie
Docteur en théologie, chanoine et archidiacre d'Avranches, il prend la charge de l'évêché de cette ville en 1458.
Confesseur et aumônier de Louis XI de France, ce dernier lui confie la charge de recteur de l'Université de Paris pour la réformer. Boucard pousse le roi à prendre parti pour les réalistes contre les nominaux ce qu'il fait par l'édit de Senlis en 1473.
En 1476, il reçoit en commende l'abbaye du Bec et prête serment le 13 juillet 1477. Il est également abbé de Cormery. Peu présent au Bec, il laisse son pouvoir au doyen du chapitre, Jean le Marchand. Il veut démissionner en faveur de Jean Hautements d'Aptot, mais meurt avec sa charge le 28 novembre 1484.
Par lettres du 29 novembre 1483 il avait reçu de Louis XII un répit d'aveu d'un an pour son temporel du Bec Hellouin eu égard à son age et debilitation